# Nana Amba Eyiaba I.
Nana Amba Eyiaba I. (* 18. Februar 1950 in Cape Coast, Ghana) ist eine ghanaische Lehrerin und Königinmutter. Sie wurde 1982 zur Königinmutter der Efutu und damit der Krontihemaa des traditionellen Gebiets Oguaa ernannt. Sie war Bildungsdirektorin und wurde von 2004 bis 2010 zum Mitglied der Wahlkommission von Ghana ernannt, wo sie an der Organisation und Überwachung der Parlaments- und Präsidentschaftswahlen 2004 und 2008 beteiligt war.

## Leben und Werk
Nana Amba Eyiaba I. ist privat als Eunice Amba Amoah bekannt. Nach Abschluss ihrer Grundausbildung 1964 an der Abakrampa Methodist Middle School unterrichtete sie drei Jahre lang als Lehrerin. Anschließend besuchte sie von 1967 bis 1971 das Accra Teachers' Training College und erwarb das Lehrerzertifikat A. Nach vier Jahren Unterrichtstätigkeit absolvierte sie bis 1977 einen Spezialkurs in Pädagogik am Advanced Teacher Training College der University of Education, Winneba. 1980 strebte sie ein Diploma in Advanced Study of Education (DASE) an der University of Cape Coast (UCC) an. Nach ihrem Studium unterrichtete sie zwölf Jahre lang und studierte dann von 1994 bis 1997 an der UCC, wo sie den Bachelor of Education mit Schwerpunkt Pädagogische Psychologie erwarb. Nach Abschluss ihres Studiums wurde sie als Schulinspektorin in die Regionale Bildungsdirektion berufen und später zur kommissarischen Regionalen Schulinspektorin für die Zentralregion ernannt. Später wurde sie zur Bildungsdirektorin befördert und zur stellvertretenden Regionalen Bildungsdirektorin für die Zentralregion ernannt. Im Alter von 59 Jahren schied sie freiwillig aus dem ghanaischen Bildungsdienst aus.
2004 wurde sie zur Kommissarin der ghanaischen Wahlkommission ernannt und gehörte dem Team an, das die Präsidentschafts- und Parlamentswahlen 2004 und 2008 in Ghana organisierte und überwachte. Als Kommissarin für die Region Brong Ahafo überwachte sie die Organisation und Durchführung der entscheidenden Wahl im Wahlkreis Tain. Im August 2010 schied sie aus der Kommission aus. Sie war die Leiterin des Unterteams, das die nigerianische Wahl im Bundesstaat IMO beobachtete.
Bis 2016 war sie Koordinatorin des Rates der traditionellen weiblichen Führer Ghanas und stand an vorderster Front um die Anerkennung von Königinnenmüttern und ihre Aufnahme in die regionalen und nationalen Häuptlingshäuser.
Sie war außerdem Mitglied im Vorstand der Graphic Communications Group Limited, des Ghana Museums and Monuments Board, von PANAFEST, des Central Region Tourism Development Committee, der Environmental Protection Agency, des OLA College of Education, der Mental Health Authority und einer Reihe von Einrichtungen des zweiten Bildungszyklus. 2017 wurde sie zur stellvertretenden Vorsitzenden des Central Regional Peace Council Board gewählt.

## Rat der traditionellen weiblichen Führungspersönlichkeiten

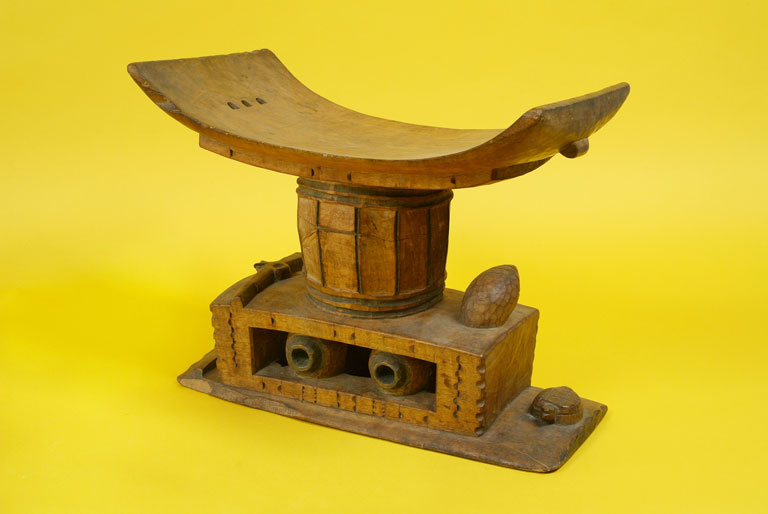
Dieser Stuhl gehörte vermutlich einer Königinmutter, einer weiblichen Anführerin, die gemeinsam mit einem Asante-Herrscher regierte. The Children's Museum of Indianapolis

Jede Stadt und jedes Dorf in Ghana hat eine königliche Familie, die von der ersten dort siedelnden Familie abstammt. Aus diesen Familien werden die Königinnenmütter ausgewählt. Sie sind die Hüterinnen der kulturellen Traditionen und kümmern sich hauptsächlich um Frauen und Kinder in ihren Gemeinden.
Diese Frauen werden Königinmütter genannt, weil diese als Königinnen Partnerinnen der Häuptlinge sind. Im Süden Ghanas existiert diese Tradition seit Jahrhunderten zusammen mit dem Häuptlingsamt. Königinmütter waren angesehen und mächtig. Die Kolonialisten jedoch ignorierten weibliche Anführerinnen und verhandelten nur mit den Häuptlingen, sodass der Einfluss der Königinmütter schwand. Nach der Unabhängigkeit von Ghana 1957 wurden die Königinmütter von der neuen Regierung nicht mehr in die Institutionen der Regionen aufgenommen, und ihre Rolle beschränkte sich auf zeremonielle Zwecke.
Mit zunehmender Bildung und Vernetzung begannen die Königinmütter ihre traditionelle Rolle wiederzuentdecken und zu modernisieren. Sie sehen darin ein wirksames Instrument für den Wandel für Frauen und Mädchen im ganzen Land und vernetzen sich mit ihren Kolleginnen in anderen afrikanischen Ländern. Gemeinsam spielen sie eine zunehmend wichtige Rolle im Kampf des Kontinents für die Bildung von Mädchen und gegen weibliche Genitalverstümmelung (FGM), Frühverheiratung, Armut und andere Probleme.
Anders als im Süden wurden die Königinmütter im Norden erst nach anhaltendem Einsatz von Frauen offiziell anerkannt. Hier werden sie Pognamine genannt: der Plural von Pognaa, was weibliche Häuptlingin bedeutet. Das Lawra-Gebiet in der Region Upper West gehörte zu den ersten Gebieten in Nordghana, die das Konzept der Königinmütter übernahmen. Pognamine sind Lehrerinnen, Geschäftsfrauen, Handwerkerinnen, Beamtinnen und Leiterinnen von NGOs. Viele sind auf ein Einkommen angewiesen, da sie die Kosten für die Organisation von Treffen und Zeremonien tragen und oft auch bedürftigen Familien helfen. Während Häuptlinge ein staatliches Gehalt erhalten, erhalten nur die obersten Pognamine ein kleines Gehalt. Die meisten Clans, Viertel, Dörfer, Distrikte und Regionen in Ghana haben mittlerweile eine Königinmutter oder eine Pognaa. Ihre Zahl wurde 2015 auf rund 10.000 geschätzt.
Die Verfassung von 1992 definiert und garantiert die Rolle eines Häuptlings, einschließlich der Königinmutter. Allerdings waren Königinmütter auf den verschiedenen Ebenen der Häuptlingshäuser nicht vertreten. Im Januar 2001 organisierte die Universität von Ghana eine nationale Konferenz zum Thema Häuptlingstum, Kultur, Regierungsführung und Entwicklung. Sowohl Häuptlinge als auch Königinnen waren eingeladen, und auf dieser Konferenz wurde die Notwendigkeit der Organisation traditioneller weiblicher Führungspersönlichkeiten hervorgehoben. Nach der Konferenz gründete 2001 eine Gruppe von Königinnenmüttern den nationalen Rat traditioneller Führungspersönlichkeiten (Council of Women Traditional Leaders, CWTL). Nana Amba Eyiaba I. spielte eine Schlüsselrolle bei der Entwicklung des CWTL und war bis 2016 Vorstandsmitglied des Rates. Sie setzte sich für neue und bessere politische Foren für Königinnenmütter ein und schlug die Schaffung eines Nationalen Hauses der Königinnenmütter vor.
Nach einer Entscheidung des nationalen Ministers für Häuptlingsfragen im Jahr 2013 durften Königinmütter an den Sitzungen der regionalen und nationalen Häuptlingshäuser teilnehmen, hatten jedoch kein Stimmrecht. Im Jahr 2016 kämpfte das CWTL um die volle Vertretung. Ziel war es, ein Forum für die Königinnenmütter zu schaffen, in dem sie ihre Anliegen präsentieren und ihre Meinung zu lokalen, regionalen und nationalen Themen äußern konnten. Mit der Zeit wurde es notwendig, andere Formen traditioneller weiblicher Führungspersönlichkeiten, wie Asafo-Unternehmen und neotraditionelle Führungspersönlichkeiten, nicht zu vernachlässigen, sondern in den Vordergrund zu rücken.

## Ehrungen (Auswahl)
- 2023: In Efutu wurde ein Bildungsfonds eingerichtet, um an die 40-jährige Herrschaft der Königinmutter der Stadt, Nana Amba Eyiaba I, zu erinnern[8]